# Родионов, Иван Александрович (писатель)
Иван Александрович Родионов (20 октября [1 ноября] 1866, станица Камышевская, Первый Донской округ, область Войска Донского — 24 января 1940, Берлин) — русский писатель, общественный и политический деятель России и русской эмиграции. Монархист, участник Белого движения.

## Биография

### Ранние годы
Родился в станице Камышевской области Войска Донского в семье помещика (из донских казаков).
Воспитывался в Елисаветградском кавалерийском училище (1881—1884) и в Новочеркасском казачьем юнкерском училище (1884—1886). Окончил училище по 1-му разряду, выпущен хорунжим. Служил в 1-м и 10-м Донских казачьих полках. В качестве командира казачьей сотни участвовал в подавлении восстания рабочих в Боровичах.
Выйдя в отставку, получил должность земского начальника в Боровичах Новгородской губернии. Завязал близкое знакомство с М. В. Родзянко (соседом по имению), иеромонахом Илиодором, епископом Гермогеном (Долганёвым) и юродивым Митей Козельским. Вместе с последними тремя 16 декабря 1911 года при личной встрече с Григорием Распутиным пытался добиться его отъезда из Санкт-Петербурга и прекращения контактов с императорской семьёй.
Был представлен царской семье.

### Первая мировая война и революция
Как казачий офицер Родионов в годы Первой мировой войны принимал участие в боевых действиях (есаул 39-й особой казачьей сотни); с октября 1915 служил при штабе главнокомандующего Юго-Западным фронтом генерала Брусилова, участвовал в «Луцком (Брусиловском) прорыве», был награждён 4 боевыми орденами. В то же время он не оставлял занятий публицистикой, являясь до октября 1916 редактором ежедневной газеты Юго-Западного фронта «Армейский вестник».
В 1917 году Родионов отказался присягать Временному правительству. В мае 1917 участвовал в работе 1-го Всероссийского офицерского съезда в Могилёве и был избран членом Главного комитета «Союза офицеров армии и флота». В сентябре 1917 как активный участник корниловского выступления Родионов был заключён в быховскую тюрьму. После освобождения корниловцев он, вернувшись на Дон, вступил в ряды Добровольческой армии.

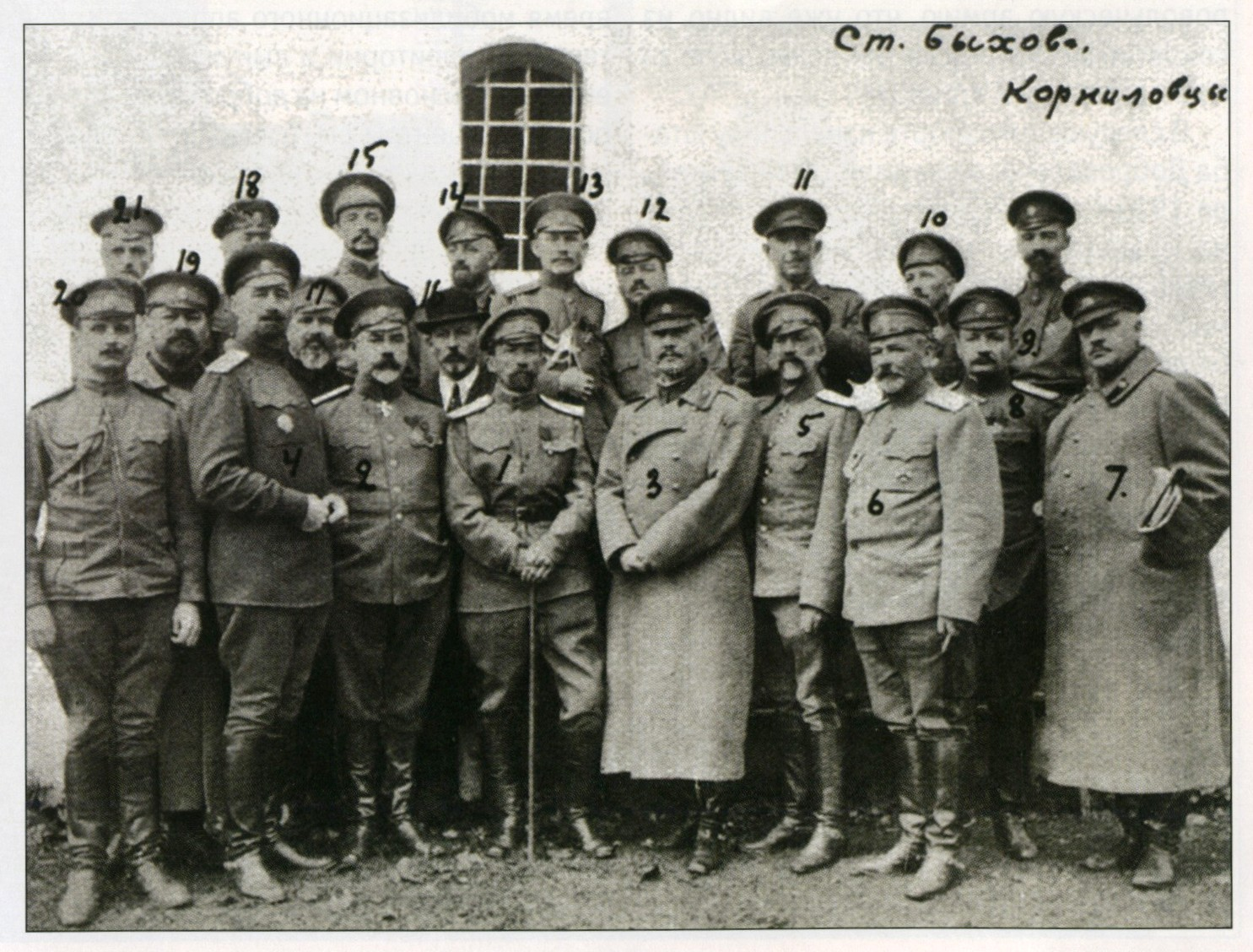
Группа арестованных генералов и офицеров во главе с Корниловым в период Быховского заточения. По номерам: 1. Л. Г. Корнилов; 2. А. И. Деникин; 3. Г. М. Ванновский; 4. И. Г. Эрдели; 5. Е. Ф. Эльснер; 6. А. С. Лукомский; 7. В. Н. Кисляков; 8. И. П. Романовский; 9. С. Л. Марков; 10. М. И. Орлов; 11. А. Ф. Аладьин; 12. А. П. Брагин; 13. В. М. Пронин; 14. прапорщик С. Ф. Никитин; 15. прапорщик А. В. Иванов; 16. И. В. Никаноров (Никоноров); 17. Л. Н. Новосильцев; 18. Г. Л. Чунихин; 19. И. А. Родионов; 20. И. Г. Соотс; 21. В. В. Клецанда. Осень 1917 года

Участвовал в 1-м Кубанском Ледяном походе, издавал в Новочеркасске официальную газету Всевеликого Войска Донского «Донской край» и газету «Часовой» (с сатирическим приложением «Крапива»), в которой в январе 1919 года издал «Протоколы сионских мудрецов».
В ноябре 1918 Родионов принимал участие в проходившем в Ростове-на-Дону монархическом съезде по итогам которого был избран членом Юго-восточного краевого монархического центрального Комитета, созданного в целях «дальнейшего содействия пропаганде монархических идей и восстановлению монархии в единой неделимой России». В 1920 по просьбе генерала Врангеля был организатором печатного дела на юге России.
Закончив Гражданскую войну в чине полковника, Родионов эмигрировал.

### В эмиграции
Жил сначала в Югославии, затем перебрался в Берлин. В эмиграции продолжал активно участвовать в монархической работе. Он был помощником председателя Берлинского монархического объединения (1923), избирался делегатом на Российский зарубежный съезд в Париже (апрель 1926). В мае 1938 на организованной им в Белграде «встрече русских людей, верных заветам великого прошлого императорской России», произнёс «красивую речь о монархизме и монархичности всего Русского».
Умер в возрасте 73 лет и похоронен в Берлине на православном кладбище (район Тегель).

## Литературное творчество
Родионов мечтал стать писателем с молодости. Первая публикация — «Казачьи очерки» (1894, в журнале «Русское обозрение»). Первая же его повесть «Наше преступление» (1909) приобрела шумную известность, выдержала пять изданий в течение 1910 года. По инициативе А. Ф. Кони была выдвинута на соискание Пушкинской премии Академии наук. Сатирическая былина «Москва-матушка» (1911), выражающая «казацкий» взгляд на русскую историю, вызвала негативные отклики в правой прессе.
В повести «Жертвы вечерние» (1922), посвященной Ледяному походу, описывал жестокости русского бунта и высказывал суждения о народе как «тупой и злобной скотине», достойной только «кнута, палки и ежовых рукавиц». Из незаконченного романа «У Последних Свершений», представляющего собой парафраз «Протоколов сионских мудрецов», опубликовано два отрывка: «Сыны Дьявола» (1932) и «Царство Сатаны» (1937). В первом бессюжетные диалоги двух «сионских мудрецов» перемежаются авторскими отступлениями. Во втором Родионов пытается интерпретировать пророчества Апокалипсиса применительно к истории России.
Предполагаемый автор (или один из авторов) романа "Тихий Дон".

## Взгляды
Страшным злом для страны Родионов считал народное пьянство. Он постоянно заявлял: «По моему глубокому убеждению — Россия гибнет от двух главных причин: еврея и алкоголя».
Убежденный монархист Родионов принимал участие в монархическом движении. В 1912 году выступил в Русском собрании с двумя докладами («Неужели гибель?»), в которых заявлял: «мы, арийцы, передовой авангард и главные силы созидательного человечества, приняли и беспрерывно принимаем на себя самые сокрушительные удары еврейства». И выступил с призывом: «Единственно идеальное решение еврейского вопроса, это полное изгнание евреев из русской земли».
В книге «Царство Сатаны» с гордостью называет себя антисемитом, восхищается «изумительной по благой плодотворности государственной деятельностью» Гитлера.

## Семья
- первая жена — Нина Владимировна Анзимирова, во втором браке Самойлова (1889—после 1950), театральный художник
  - сын Ярослав Иванович Родионов (1903—1943), поэт
  - сын Владимир Иванович Родионов, в монашестве Серафим (1905—1997), архиепископ Цюрихский
- вторая жена — Анна Алексеевна Кованько
  - сын Святослав Иванович Родионов (1909—1984) инженер, диакон
  - сын Гермоген Иванович Родионов (1912—1961), жертва выдачи казаков — экстрадирован в СССР; после освобождения из лагеря в 1954 году поселился в Якутске, работал заведующим редакционно-издательским сектором Якутского филиала СО АН СССР
  - дочь София, в замужестве Боговут (1916—1974)

## Книги
- Наше преступление (Не бред, а быль). Из современной народной жизни. СПб., 1909.
  - переиздание: М.: Глосса, 1997.
- Москва-матушка. СПб., 1911.
- Два доклада. Неужели гибель? Что же делать?. СПб.: тип. А. С. Суворина, 1912.
  - переиздание: М.: Витязь, 2000.
- Тихий Дон. СПб., 1914.
  - переиздание: СПб.: Дмитрий Буланин, 1994 (очерки по истории донского казачества).
- Жертвы вечерние: Не вымысел, а действительность. Берлин, 1922.
- Любовь. Роман. Берлин, 1922.
- Сыны дьявола. Белград, 1932.
  - переиздание: СПб., 2003.
- Царство Сатаны. Из загадочного к реальному. Берлин, 1937.
- Забытый путь. Из архивов писателя: письма, дневниковые записи, воспоминания, проза. М.: АИРО-XXI, 2008. — ISBN 5-91022-063-2